# 田上ひろし
田上 ひろし（たがみ ひろし、1957年2月26日 - ）は、日本の俳優。徳島県出身。スーパー・エキセントリック・シアターに所属。旧芸名は田上 浩史（たがみ ひろふみ）。

## 出演

### 映画
- 夜明けのランナー
- 居酒屋ゆうれい
- 過ぐる日のやまねこ（2014年） - 岡本一郎 役

### テレビドラマ
- 冗談ストリート（TBS）
- 土曜深夜族（TBS）
- 離婚弁護士II〜ハンサムウーマン〜（CX）
- ロマンス（NHK）
- 裸の大将 第72話「少女と清の母恋し」（1995年、KTV / 東阪企画）
- 凍える牙（NHK）
- スイッチを押すとき
- おかしな刑事
  - 第25作（2020年） - 川村玉雄 役
- TVグラフィック42番街
- 出社が楽しい経済学（NHK教育）
- 秘書のカガミ
- ヤスコとケンジ
- 孤独のグルメ Season3 第4話 （2013年7月31日、テレビ東京） - 大谷 役
- TVグラフィックおしゃべりトマト等
- マルホの女〜保険犯罪調査員〜（テレビ東京）
  - 第6話「超秘密主義の男…ナゾの爆死！燃えた1000億円の発明品」（2014年5月23日） - 長野浩司 役
- 極悪がんぼ（フジテレビ） - 五味 役
- 警視庁ゼロ係
  - 第3話「殺人犯は記憶喪失…ゼロ係×池の水 奇跡のコラボ」（2018年8月17日） - 諸岡広志 役
- 連続テレビ小説 半分、青い。 第149回（2018年、NHK） - 帝都電機の社員 役
- 相棒
  - season12 第4話「別れのダンス」（2013年11月6日） - 岡本 役
  - season18 第16話「けむり〜陣川警部補の有給休暇」（2020年2月19日） - 山倉武夫 役
- 大河ドラマ
  - いだてん〜東京オリムピック噺〜（2019年）
- 桜の塔（2021年） - 岸川健広 役
- ミステリと言う勿れ 第10話 (2022年3月14日、フジテレビ） - 医師 役
- 院内警察 第4話（2024年2月2日、フジテレビ） - 沢所誠 役
- ウルトラマンアーク 第2話（2024年7月13日、テレビ東京） - 杉山 役
- 19番目のカルテ 第1話 （2025年7月13日、TBS） - 整形外科医 役

### テレビ番組
- おしゃべりトマト（TVKテレビ）
- TVグラフィック42番街（TVKテレビ）
- 紺野美沙子の科学館（テレビ朝日）

### ラジオ
- ヤングパラダイス
- 裕司と雅子のガバッといただき!!ベスト30
- 三宅裕司のザ・ベスト30"スゲェ!"
- 三宅裕司みんなのヒット!ベスト20+10
- 三宅裕司のサンデーハッピーパラダイス

以上すべてニッポン放送

### 舞台
- スイッチを押すとき〜君達はなぜ生きているんだ?〜 - 佃 役

### CM
- バンダイ・機動戦士ガンダムSEEDプラモデルシリーズ
- 日清オイリオ
- トヨタ カローラ等

### OVA
- 機動戦士ガンダム MS IGLOO - マルティン・プロホノウ艦長（モーションキャプチャ担当）[1]）

### ネット配信
- AKBホラーナイト アドレナリンの夜 第38話「見知らぬ家族」（2016年2月18日、ビデオパス・テレ朝動画）